# Supercopa d'Europa de futbol 1993
La Supercopa d'Europa de futbol 1993 es va disputar entre l'AC Milan (subcampions de la Lliga de Campions 1992–93) i el Parma (guanyadors de la Recopa d'Europa 1992–93). El Parma va guanyar 2-1 en el resultat agregat.

## Context
Mentre que el Parma participava per primer cop en la competició, el Milan ho feia per quarta vegada, després d'haver participat també en les edicions de 1973, 1989 i 1990. El Parma va participar-hi com a campió de la Recopa 1992-93, mentre que el Milan ho feia com a subcampió de la Lliga de Campions 1992-93, a causa de la prohibició a l'Olympique de Marseille de jugar en competicions europees.
El Milan i el Parma mai s'havien enfrontat entre ells en competicions europees, tot i que sí que havien disputat set partits de lliga, havent guanyat el Milan tres d'ells, per dos del Parma i havent-ne empatat els altres dos. Va ser el primer partir del Parma en competició europea contra un altre equip italià, mentre que el Milan ja s'havia enfrontat a la Sampdoria en un matx d'anada i tornada (3–1) en l'edició de la Supercopa d'Europa de 1990.

## Partits

### Anada
| Parma | 0–1     | AC Milan  |
| ----- | ------- | --------- |
|       | Informe | Papin 43' |

|             |    |                     |  |     |
|             |    |                     |  |     |
|             |    |                     |  |     |
| GK          | 1  | Marco Ballotta      |  |     |
| RB          | 2  | David Balleri       |  |     |
| LB          | 3  | Antonio Benarrivo   |  | 77' |
| CB          | 4  | Lorenzo Minotti     |  |     |
| CB          | 5  | Luigi Apolloni      |  |     |
| CM          | 6  | Roberto Sensini     |  |     |
| CF          | 7  | Tomas Brolin        |  |     |
| CM          | 8  | Gabriele Passador   |  |     |
| CM          | 9  | Massimo Crippa      |  |     |
| CF          | 10 | Gianfranco Zola     |  |     |
| CF          | 11 | Faustino Asprilla   |  |     |
| Substituts: |    |                     |  |     |
| GK          | 12 | Luca Bucci          |  |     |
| DF          | 13 | Salvatore Matrecano |  |     |
| DF          | 14 | Roberto Maltagliati |  |     |
| DF          | 15 | Alberto Di Chiara   |  | 77' |
| MF          | 16 | Daniele Zoratto     |  |     |
| Entrenador: |    |                     |  |     |
| Nevio Scala |    |                     |  |     |

|               |    |                       |  |     |
|               |    |                       |  |     |
| GK            | 1  | Sebastiano Rossi      |  |     |
| RB            | 2  | Mauro Tassotti        |  |     |
| LB            | 3  | Paolo Maldini         |  |     |
| CM            | 4  | Demetrio Albertini    |  | 70' |
| CB            | 5  | Alessandro Costacurta |  |     |
| CB            | 6  | Franco Baresi         |  |     |
| CM            | 7  | Stefano Eranio        |  |     |
| CM            | 8  | Marcel Desailly       |  |     |
| CF            | 9  | Jean-Pierre Papin     |  |     |
| LM            | 10 | Dejan Savićević       |  | 87' |
| RM            | 11 | Roberto Donadoni      |  |     |
| Substituts:   |    |                       |  |     |
| GK            | 12 | Mario Ielpo           |  |     |
| DF            | 13 | Christian Panucci     |  | 87' |
| DF            | 14 | Filippo Galli         |  |     |
| MF            | 15 | Angelo Carbone        |  |     |
| FW            | 16 | Daniele Massaro       |  | 70' |
| Entrenador:   |    |                       |  |     |
| Fabio Capello |    |                       |  |     |

### Tornada
| AC Milan | 0–2     | Parma                    |
| -------- | ------- | ------------------------ |
|          | Informe | Sensini 23' · Crippa 95' |

|               |    |                       |  |     |
|               |    |                       |  |     |
|               |    |                       |  |     |
| GK            | 1  | Sebastiano Rossi      |  |     |
| RB            | 2  | Christian Panucci     |  |     |
| LB            | 3  | Paolo Maldini         |  |     |
| CM            | 4  | Demetrio Albertini    |  | 64' |
| CB            | 5  | Alessandro Costacurta |  |     |
| CB            | 6  | Franco Baresi         |  |     |
| LM            | 7  | Brian Laudrup         |  | 76' |
| CM            | 8  | Marcel Desailly       |  |     |
| CF            | 9  | Jean-Pierre Papin     |  |     |
| RM            | 10 | Roberto Donadoni      |  |     |
| CF            | 11 | Daniele Massaro       |  |     |
| Substituts:   |    |                       |  |     |
| GK            | 12 | Mario Ielpo           |  |     |
| DF            | 13 | Mauro Tassotti        |  |     |
| DF            | 14 | Filippo Galli         |  |     |
| FW            | 15 | Gianluigi Lentini     |  | 64' |
| MF            | 16 | Angelo Carbone        |  | 76' |
| Entrenador:   |    |                       |  |     |
| Fabio Capello |    |                       |  |     |

|             |    |                     |  |      |
|             |    |                     |  |      |
| GK          | 1  | Marco Ballotta      |  |      |
| RB          | 2  | Antonio Benarrivo   |  |      |
| LB          | 3  | Alberto Di Chiara   |  |      |
| CB          | 4  | Lorenzo Minotti     |  |      |
| CB          | 5  | Salvatore Matrecano |  |      |
| CM          | 6  | Roberto Sensini     |  |      |
| CF          | 7  | Tomas Brolin        |  |      |
| CM          | 8  | Gabriele Passador   |  |      |
| CM          | 9  | Massimo Crippa      |  |      |
| CF          | 10 | Gianfranco Zola     |  | 104' |
| CF          | 11 | Faustino Asprilla   |  |      |
| Substituts: |    |                     |  |      |
| GK          | 12 | Luca Bucci          |  |      |
| DF          | 13 | Roberto Maltagliati |  |      |
| DF          | 14 | David Balleri       |  |      |
| MF          | 15 | Daniele Zoratto     |  | 104' |
| FW          | 16 | Alessandro Melli    |  |      |
| Entrenador: |    |                     |  |      |
| Nevio Scala |    |                     |  |      |

| Supercopa d'Europa 1993 |
| ----------------------- |
| Itàlia                  |
| AC Parma Primer títol   |